# Pleistocen
| Subdiviziunile Cuaternarului | Subdiviziunile Cuaternarului | Subdiviziunile Cuaternarului | Subdiviziunile Cuaternarului | Subdiviziunile Cuaternarului |
| Perioadă                     | Epocă                        | Vârstă                       | Vechime (milioane ani)       | Vechime (milioane ani)       |
| ---------------------------- | ---------------------------- | ---------------------------- | ---------------------------- | ---------------------------- |
| Cuaternar                    | Holocen                      | Meghalayan                   | 0                            | 0,0042                       |
| Cuaternar                    | Holocen                      | Northgrippian                | 0,0042                       | 0,0082                       |
| Cuaternar                    | Holocen                      | Greenlandian                 | 0,0082                       | 0,0117                       |
| Cuaternar                    | Pleistocen                   | 'Tarantian'                  | 0,0117                       | 0,126                        |
| Cuaternar                    | Pleistocen                   | 'Chibanian'                  | 0,126                        | 0,781                        |
| Cuaternar                    | Pleistocen                   | Calabrian                    | 0,781                        | 1,80                         |
| Cuaternar                    | Pleistocen                   | Gelasian                     | 1,80                         | 2,58                         |

Pleistocenul (în greacă πλεῖστος, pleistos „cel mai” și καινός, kainos „nou”), cunoscut și ca Era glaciară, este epoca geologică care a început acum aproximativ 2,58 milioane de ani și s-a terminat acum 11.700 de ani, acoperind cea mai recentă perioadă de glaciațiuni repetate de pe Pământ. Sfârșitul Pleistocenului corespunde cu sfârșitul ultimei perioade glaciare și, de asemenea, cu sfârșitul Paleoliticului utilizate în arheologie.
La sfârșitul Pliocenului precedent, continentele nord și sud-americane, anterior izolate, au fost unite prin Istmul Panama, ceea ce a provocat un schimb de faună între cele două regiuni și a schimbat modelele de circulație oceanică, iar glaciațiunea în emisfera nordică a început acum aproximativ 2,7 milioane de ani. În timpul Pleistocenului timpuriu (2,58-0,8 milioane de ani), oamenii arhaici din genul Homo au luat naștere în Africa și s-au răspândit în toată Afro-Eurasia. Sfârșitul Pleistocenului timpuriu este marcat de Tranziția Pleistocenului mediu, ciclicitatea ciclurilor glaciare schimbându-se de la cicluri de 41.000 de ani la cicluri asimetrice de 100.000 de ani, ceea ce face ca variațiile climatice să fie mai extreme. Pleistocenul târziu a fost martorul răspândirii oamenilor moderni în afara Africii, precum și al extincției tuturor celorlalte specii umane. De asemenea, oamenii s-au răspândit pentru prima dată pe continentul australian și în America, concomitent cu dispariția majorității animalelor cu corpuri mari din aceste regiuni.

## Etimologie
Geologul englez Charles Lyell a introdus termenul „pleistocen” în 1839 pentru a descrie straturile din Sicilia, care conțin cel puțin 70% din fauna de moluște existentă astăzi. Aceasta a distins-o de epoca mai veche Pliocen, despre care Lyell credea inițial a fi cel mai tânăr strat de rocă fosilă. El a construit denumirea "Pleistocen" („Cel mai nou”) din cuvintele grecești  πλεῖστος, pleīstos, „cel mai”, și καινός, kainós „nou”; contrastând cu perioada care îl precede, Pliocen („mai nou”, din πλείων, pleíōn  și  kainós) și cu perioada imediat următoare, Holocen („complet nou” din ὅλος, hólos, „întreg, complet” și kainós).

## Plasare temporală
Pleistocenul este prima subdiviziune a Cuaternarului  (cea de-a doua este Holocenul) și este divizat la rândul său în patru etape: Gelasian, Calabrian, Ionian și Tarantian. În afara acestor subdivizii internaționale, adesea sunt folosite diferite subdivizii regionale.
Este caracterizat prin existența perioadelor de răcire intensă a climei, dar și de încălzire accentuată, de perioade cu ploi intense, intercalate de faze deosebit de aride.

## Oamenii în timpul Pleistocenului
Evoluția oamenilor moderni din punct de vedere anatomic a avut loc în timpul Pleistocenului. La începutul Pleistocenului, speciile Paranthropus erau încă prezente, precum și primii strămoși ai omului, dar în timpul Paleoliticului inferior acestea au dispărut, iar singura specie de hominizi găsită în înregistrările fosile este Homo erectus pentru o mare parte din Pleistocen. Paleoliticul mijlociu a cunoscut o speciație mai variată în cadrul lui Homo, inclusiv apariția lui Homo sapiens în urmă cu aproximativ 300.000 de ani.

## Galerie

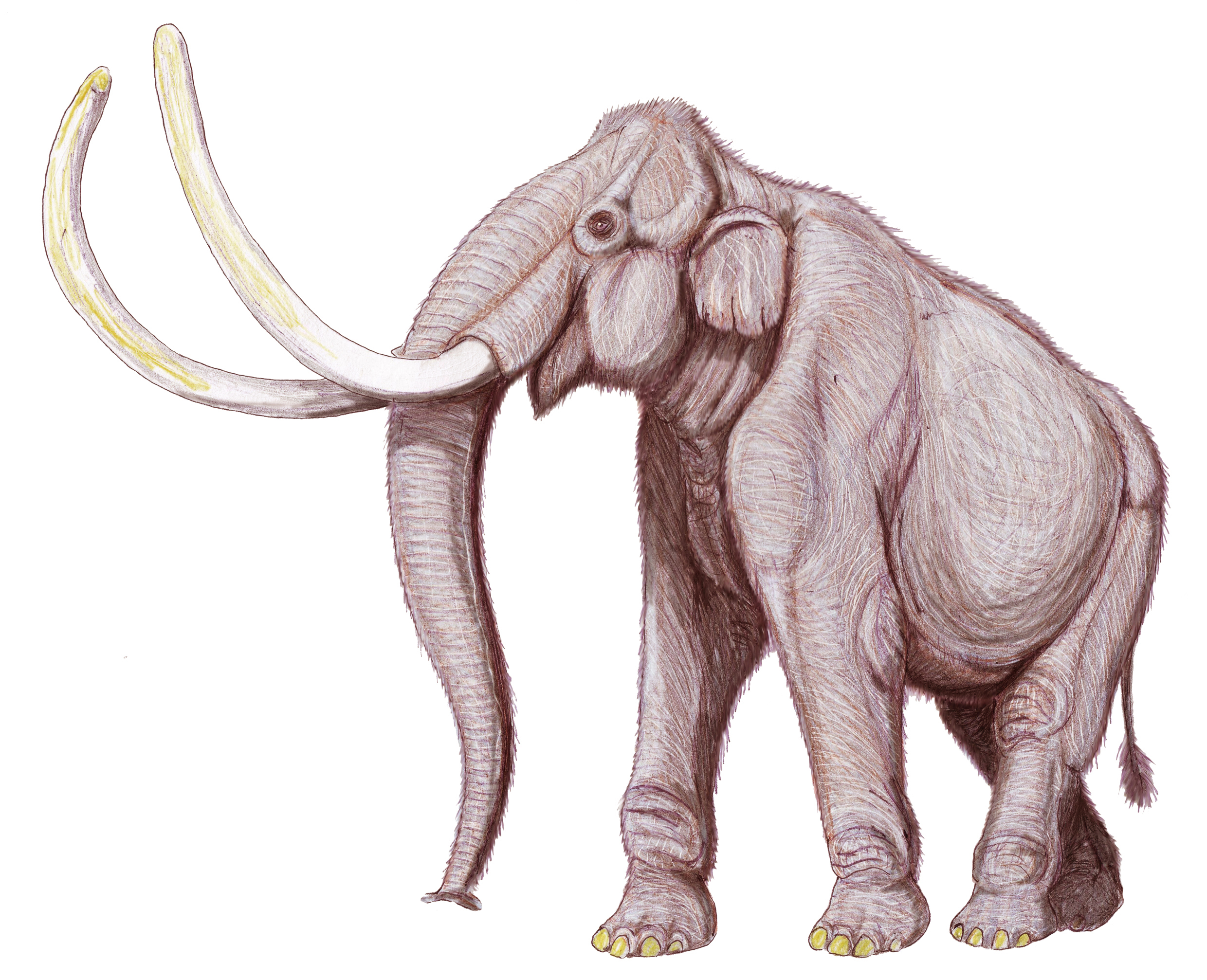
Mamut columbian
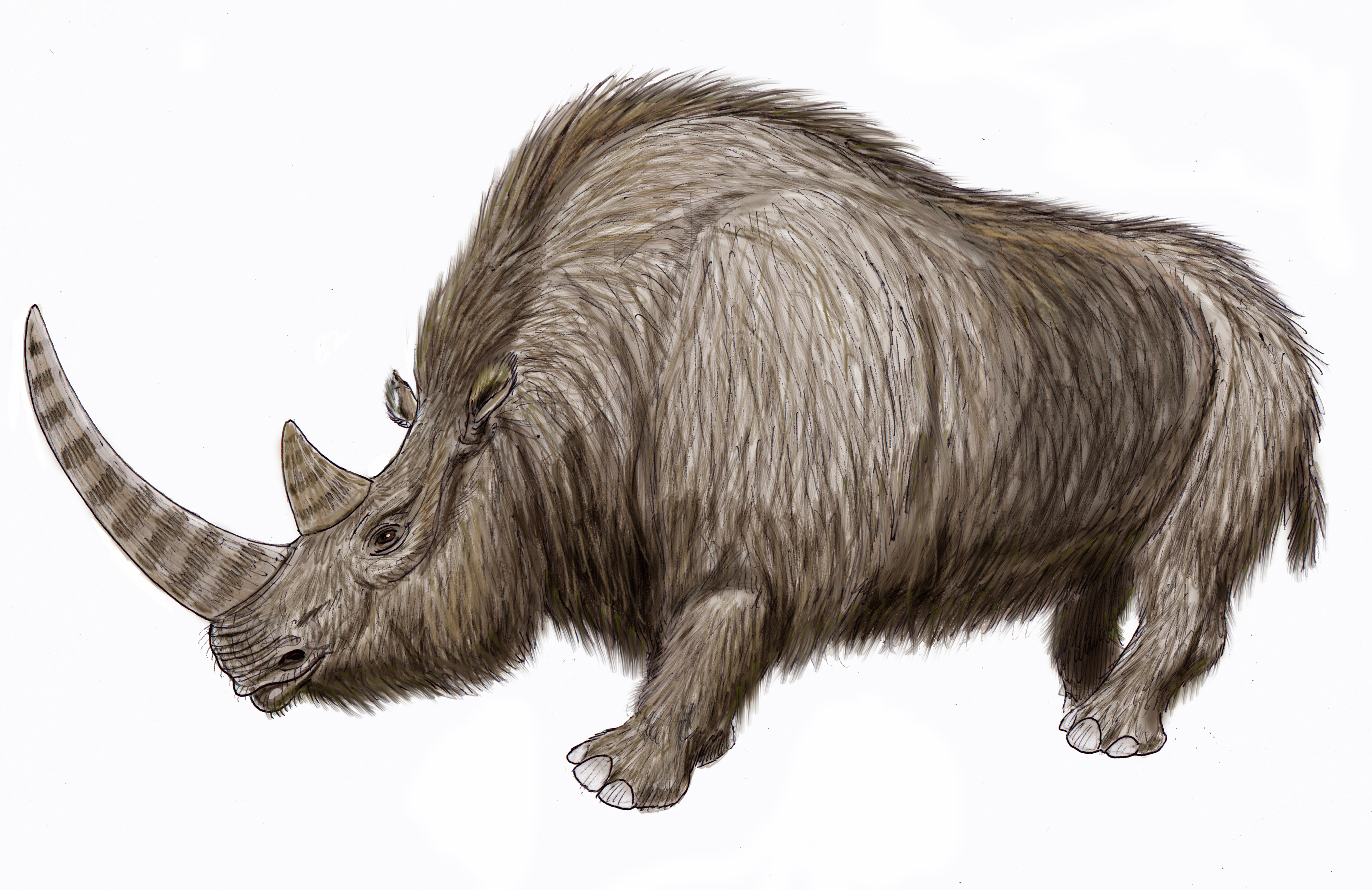
Rinocer lânos
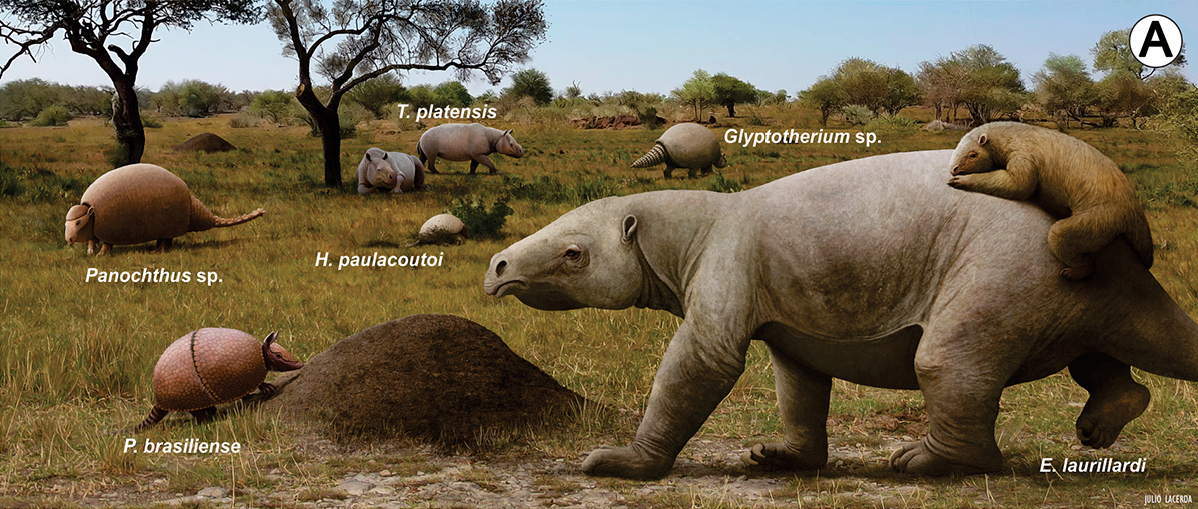
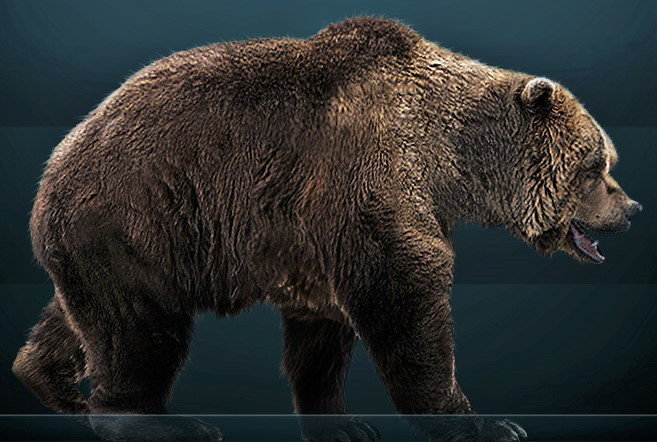
Ursus spelaeus
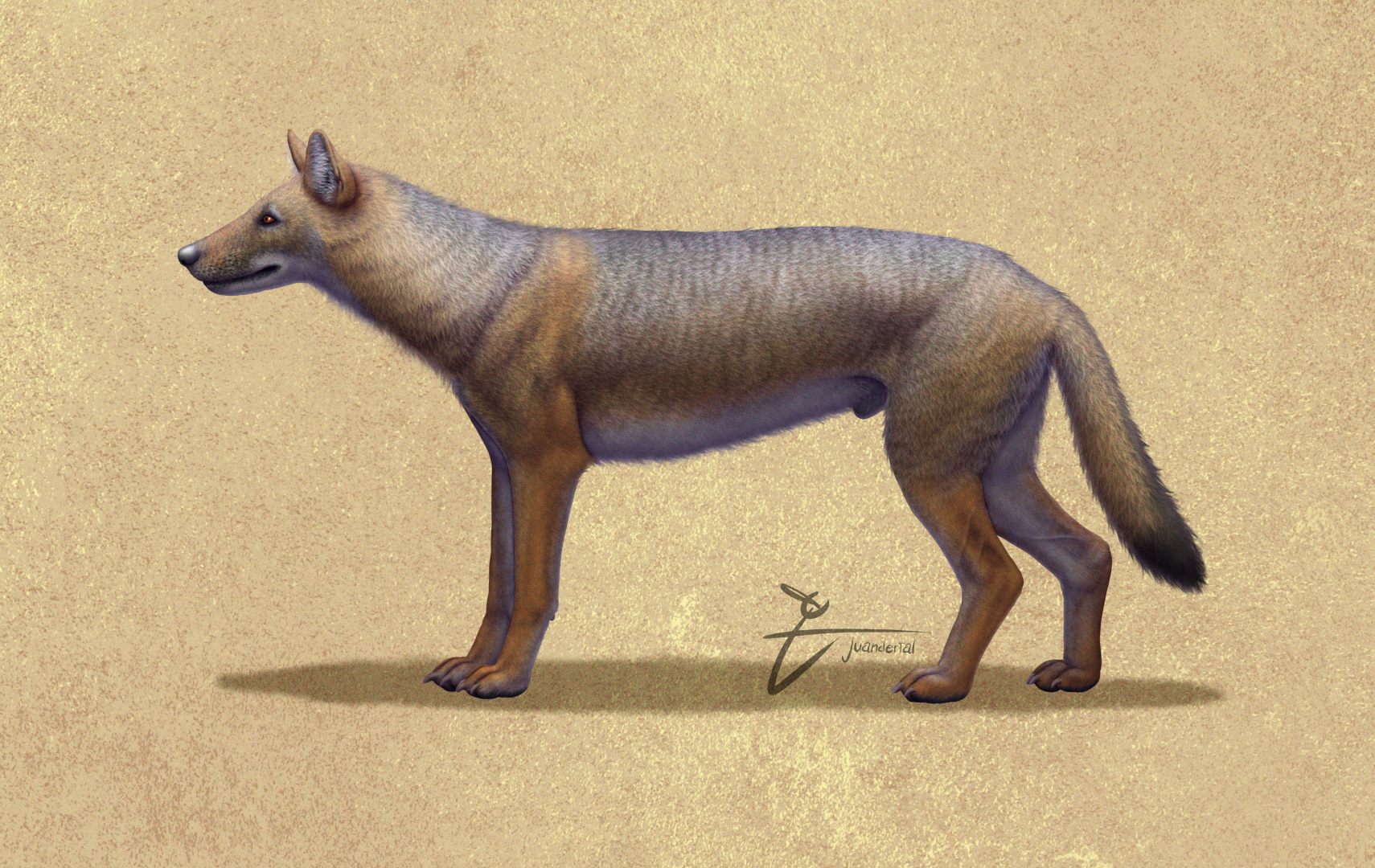
Canidă hipercarnivoră asemănătoare lupului, endemică în America de Sud
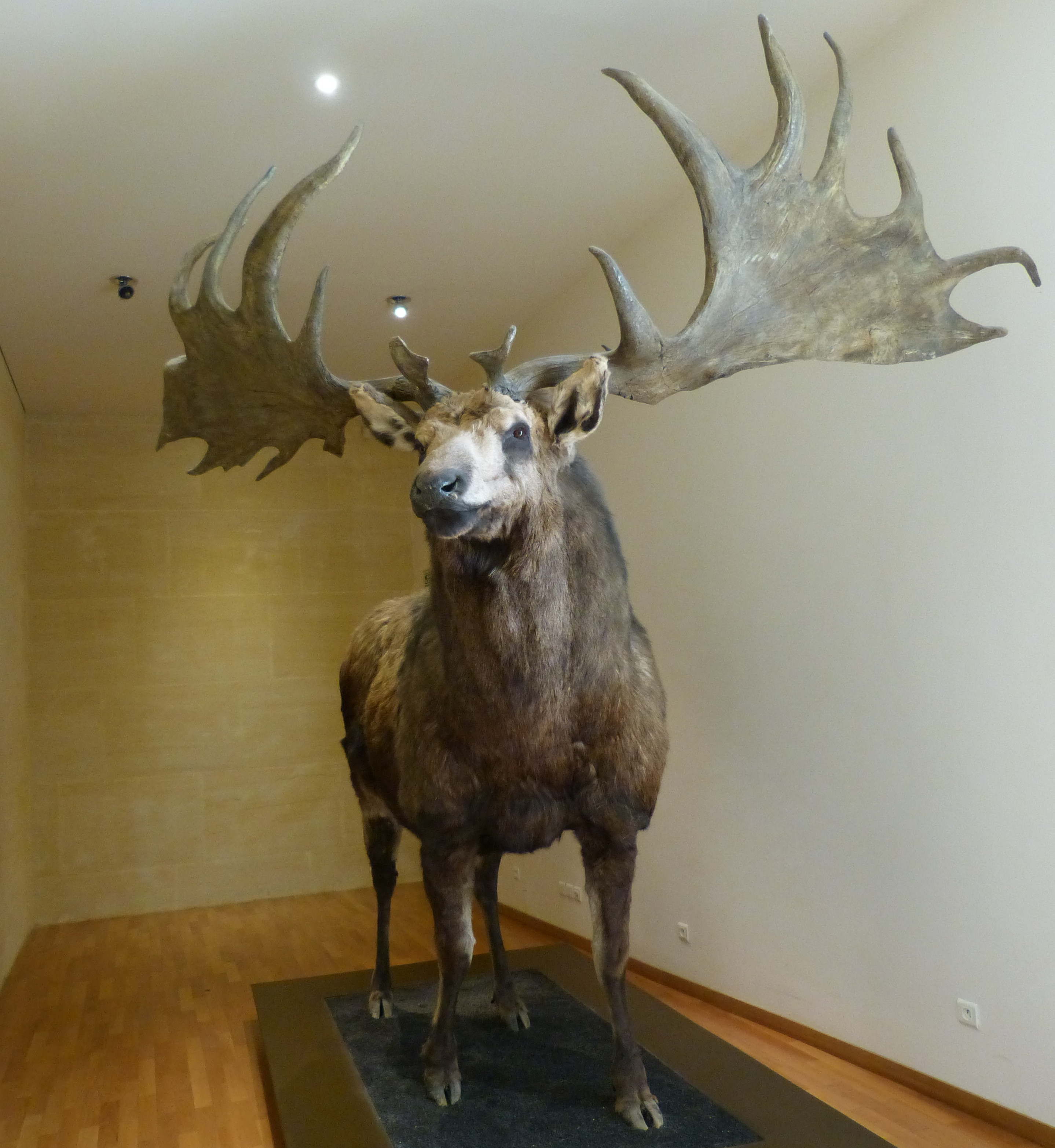
Megaloceros giganteus

## Articole pe teme de glaciologie
- Aisberg
- Alpii înalți
- Antarctica
- Arctica
- Ablație (fenomen)
- Balanța masei unui ghețar
- Banchiză
- Calotă glaciară
- Calotă polară
- Circ glaciar
- Climatul calotelor polare
- Criosferă
- Ecoton
- Efectul de trecere
- Efectul Massenerhebung
- Gheață
- Ghețar
- Glaciațiune
- Glaciologie
- Încălzirea globală
- Înzăpezire
- Lac glaciar
- Linia arborilor
- Linia ghețarilor
- Linia înghețului
- Linia de îngheț (astrofizică)
- Linia zăpezii
- Listă de țări în care ninge
- Listă de lacuri din România
- Morenă
- Nivologie
- Pleistocen
- Sculptura în gheață
- Spărgător de gheață
- Tundră
- Tundră alpină
- Zăpadă
- Zonă de ablație
- Zonă de acumulare